# Chapel of Love
Chapel of Love — пісня, написана Джефом Беррі, Еллі Грінвіч ат Філом Спектором, що отримала популярність у запису гурту The Dixie Cups 1964 року. В їх виконанні пісня потрапила до списку 500 найкращих пісень усіх часів за версією журналу Rolling Stone.
Кавери на цю пісні створили Beach Boys та Елтон Джон.